# Nematus lindbergi
Nematus lindbergi är en stekelart som först beskrevs av Lindqvist 1957.  Nematus lindbergi ingår i släktet Nematus, och familjen bladsteklar. Arten är reproducerande i Sverige.